# 비구니

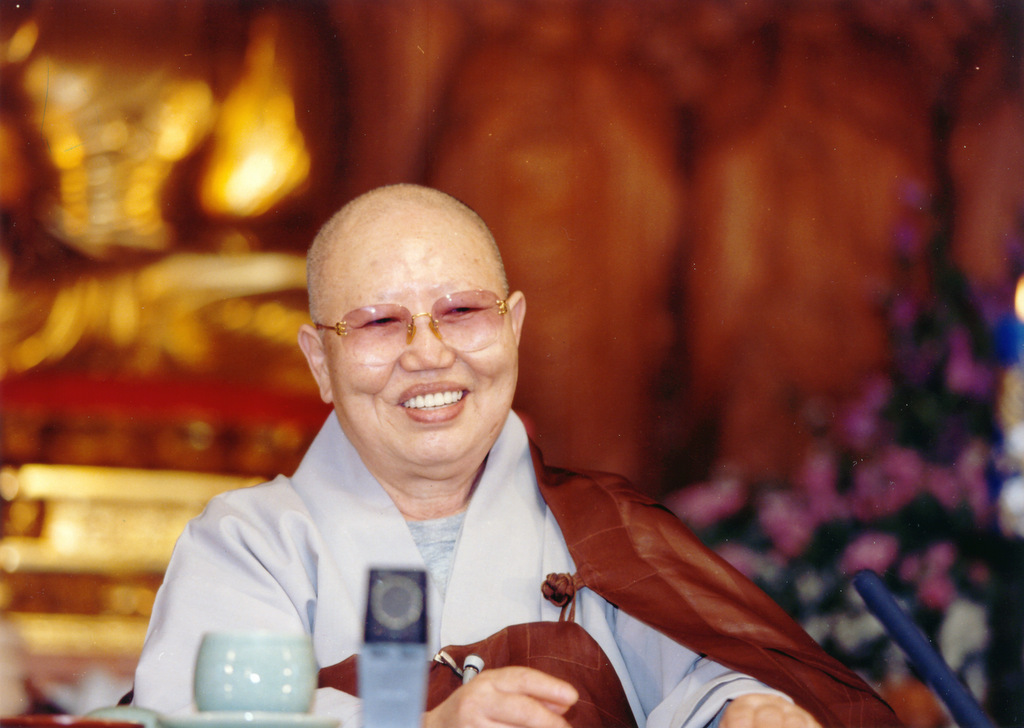
대표적인 비구니인 한마음선원의 승려 대행

비구니(比丘尼)는 불교의 여성 수도자이다. 비크슈니(bhiksuni) · 비쿠니(bhikkhuni)의 음역으로, 니(尼)로도 번역된다. 여승(女僧)이라고도 한다. 출가득도하여 비구니가 받아야 할 구족계인 348계를 받은 여자 승려를 뜻하며, 여자로서 출가하여 불교에 들어간 사람을 말한다.
정확한 호칭은 남자 승려는 비구, 여자 승려는 비구니이다.

## 기원
비구니 승가의 기원은 세존의 양모(養母)인 마하파자파티(Mahapajapati)에 의해 생겼는데, 세존이 성도하고 몇 년 후 처음으로 석가족을 방문했을 때, 마하파자파티는 출가하기로 결심하고 세 번이나 청했지만 허락을 받지 못했다. 이후 부처님이 석가족의 나라를 떠나 유행할 때 마하파자파티는 석가족 여인 500명과 함께 스스로 머리를 깎고 가사를 입고 뒤를 쫓아갔다. 그 후 바이살리에 이르렀을 때 아난이 어렵게 허락을 받아 여인에게도 구족계를 주는 제도가 생겨났다. 부처는 여인의 출가를 무조건 허락하지 않고, 팔경법(八敬法)이라고 하는 규칙을 만들어 허락했다.

## 같이 보기
- 칠부중
- 비구

## 참고 문헌
- 이 문서에는 다음커뮤니케이션(현 카카오)에서 GFDL 또는 CC-SA 라이선스로 배포한 글로벌 세계대백과사전의 내용을 기초로 작성된 글이 포함되어 있습니다.